# HSG Bergische Panther
Die HSG Bergische Panther ist eine Handballspielgemeinschaft der drei Vereine Burscheider TG, TG Hilgen und TuS Wermelskirchen, welche sich alle im Rheinisch-Bergischen Kreis befinden.
Seit der Saison 2017/18 spielt die erste Mannschaft in der 3. Liga. Lizenznehmer ist die HSG Bergische Panther GbR.

## Geschichte
Im Jahr 2007 gründeten die Vereine Burscheider TG, TG Hilgen und TV Witzhelden eine Handballspielgemeinschaft um ihre Aktivitäten im Bereich der Jugendarbeit bündeln zu können. Zur Saison 2009/10 trat man zum ersten Mal auch im Herrenbereich unter dem Namen HSG Bergische Panther an. In der damaligen Handball-Regionalliga West, der damaligen 3. Liga im Handballbereich, belegte die Mannschaft den 15. Platz und stieg somit nach einer Saison wieder ab.
Bereits 2009 stieg der TV Witzhelden aus der HSG im Seniorenbereich wieder aus, im Jahre 2020 wurde auch der Jugendbereich des TV Witzhelden aus der Spielgemeinschaft gelöst.
In den folgenden Jahren spielte man überwiegend in der viertklassigen Oberliga Niederrhein und später dann in der neugegründeten Handball-Regionalliga Nordrhein. Diese konnte man in der Saison 2016/17 gewinnen und somit in die 3. Liga aufsteigen.
Seit der Saison 2018/19 gehört auch die Handballabteilung des TuS Wermelskirchen der HSG im Seniorenbereich an.
Mitte des Jahres 2020 wurde auch der gesamte Jugendbereich des TuS Wermelskirchen integriert.

## Halle
Die Heimspiele werden in der 1976 gebauten Max-Siebold-Halle im Burscheider Ortsteil Hilgen ausgetragen.

## Saisonbilanzen seit 2009
| Saison  | Spielklasse                       | Platz | Sp | S  | U  | N  | Tore      | Diff. | Punkte |
| ------- | --------------------------------- | ----- | -- | -- | -- | -- | --------- | ----- | ------ |
| 2009/10 | Handball-Regionalliga West        | 15    | 30 | 06 | 02 | 22 | 0855:1043 | −188  | 14:46  |
| 2010/11 | Oberliga Niederrhein              | 14    | 26 | 03 | 01 | 22 | 0642:0838 | −196  | 07:45  |
| 2011/12 | Verbandsliga Niederrhein Gruppe 2 | 01    | 26 | 23 | 0  | 03 | 0786:0600 | +186  | 46:06  |
| 2012/13 | Oberliga Niederrhein              | 05    | 26 | 16 | 4  | 06 | 0693:0650 | +043  | 36:16  |
| 2013/14 | Oberliga Niederrhein              | 06    | 26 | 13 | 01 | 12 | 0698:0653 | +045  | 27:25  |
| 2014/15 | Oberliga Niederrhein              | 04    | 26 | 14 | 03 | 09 | 0787:0720 | 0+67  | 31:21  |
| 2015/16 | Oberliga Niederrhein              | 03    | 26 | 16 | 01 | 07 | 0642:0594 | +48   | 33:15  |
| 2016/17 | Regionalliga-Nordrhein            | 01    | 26 | 20 | 02 | 04 | 0738:0619 | +119  | 42:10  |
| 2017/18 | 3. Liga West                      | 07    | 30 | 16 | 0  | 14 | 0799:0821 | 0−22  | 32:28  |
| 2018/19 | 3. Liga West                      | 04    | 30 | 18 | 04 | 08 | 0843:0790 | 0+53  | 40:20  |

|  | Aufstieg |
|  | Abstieg  |

### Bekannte Persönlichkeiten
- Michail Anatoljewitsch Wassiljew (Trainer)
- Maximilian Weiß
- Matthias Aschenbroich
- Luisa Knippert